# St. Remigius (Stafflangen)

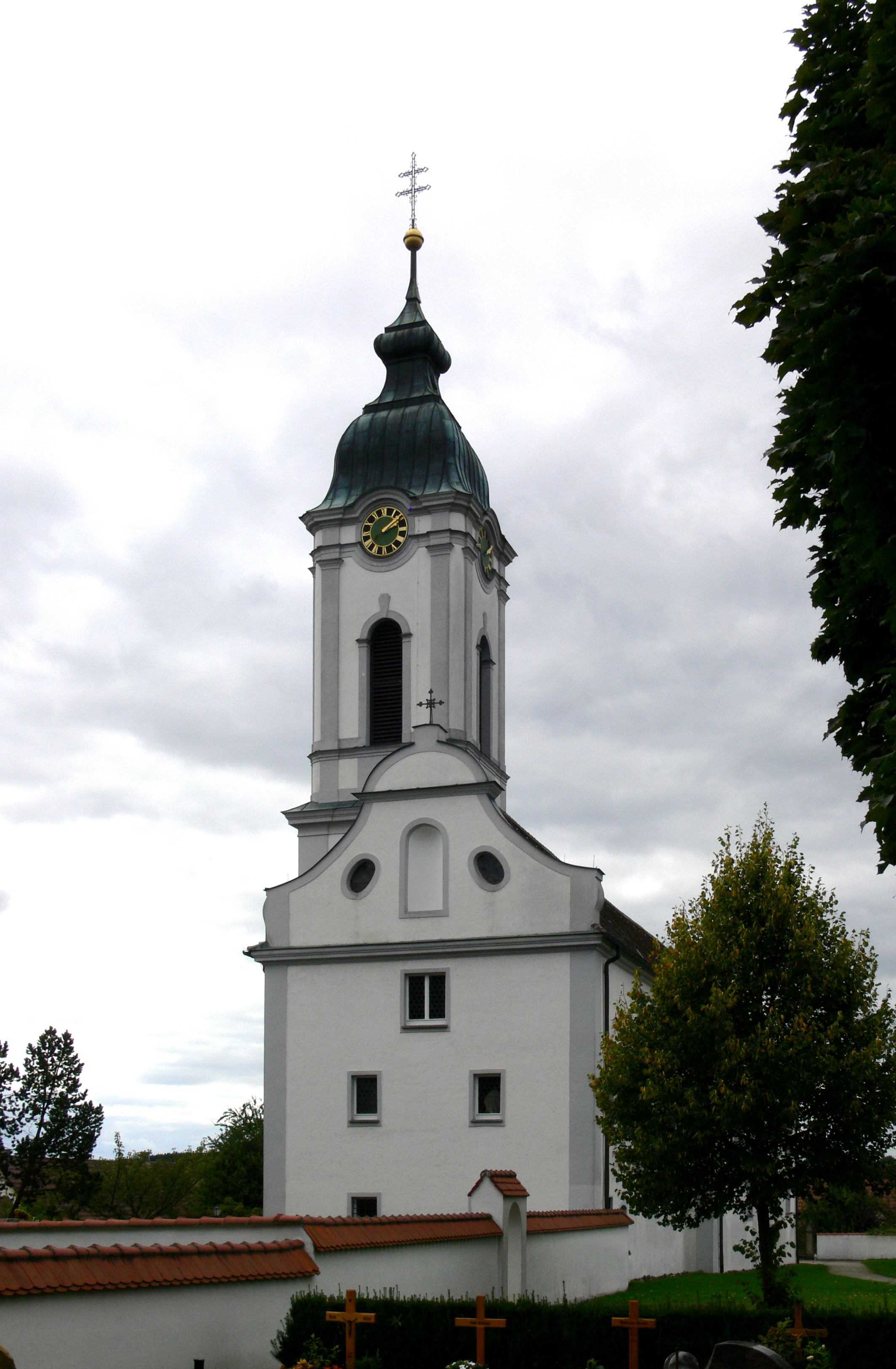
St. Remigius in Stafflangen

Die römisch-katholische Pfarrkirche St. Remigius steht in Stafflangen, einem Ortsteil der Großen Kreisstadt Biberach an der Riß im Landkreis Biberach in Baden-Württemberg. Die Kirchengemeinde gehört zum Dekanat Biberach in der Diözese Rottenburg-Stuttgart. Das Bauwerk ist beim Landesamt für Denkmalpflege Baden-Württemberg als Baudenkmal eingetragen.

## Beschreibung

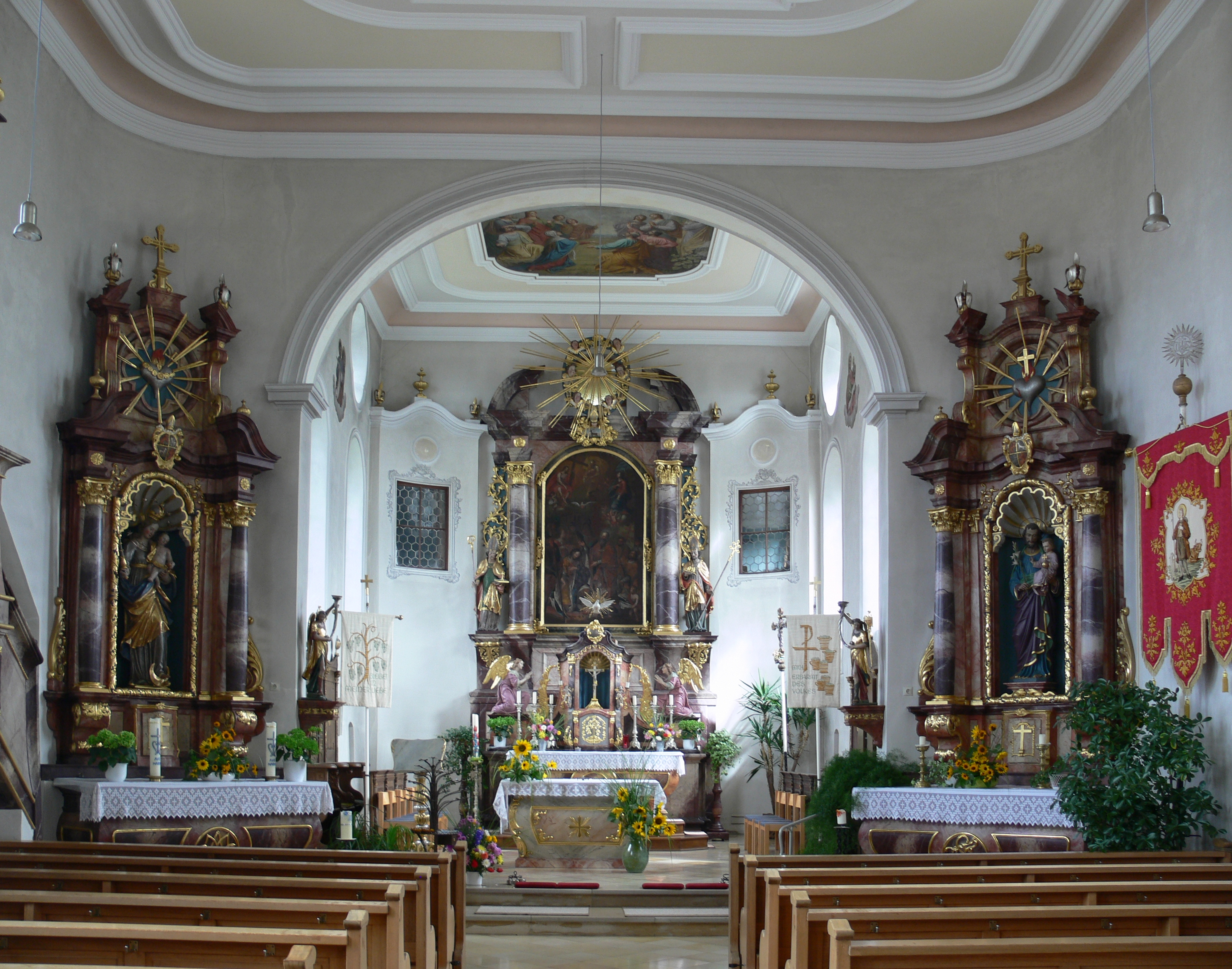
Blick zum Chor

Die Saalkirche wurde 1758–70 nach einem Entwurf von Jakob Emele erbaut. Sie besteht aus einem Langhaus, einem eingezogenen, längsrechteckigen Chor im Osten und einem Kirchturm vor der Südwand des Langhauses, der mit einer Welschen Haube bedeckt ist. Sein oberstes Geschoss beherbergt die Turmuhr und den Glockenstuhl. Die Fassade im Westen, in der sich das Portal befindet, ist mit einem Volutengiebel bedeckt, in dem sich in einer Nische die Statue des Remigius befindet.
Die Orgel wurde um 1940 von der Manufaktur Gebr. Späth Orgelbau errichtet. Sie hat einen Umfang von 24 Registern auf zwei Manualen und Pedal.